# Tommi Tiilikainen
Tommi Tiilikainen (* 2. Juni 1987 in Porvoo) ist ein finnischer Volleyballtrainer und ehemaliger Spieler. Er gewann in seiner Heimat dreimal die Meisterschaft und dreimal den Pokal. In der Saison 2016/17 trainierte er die SWD Powervolleys Düren.

## Karriere

### Als Spieler
Tiilikainen probierte zunächst diverse Aktivitäten aus. Neben Tennis und Gymnastik gehörte dazu auch Ballett. Wegen seines Vaters, der selbst Spieler und Trainer war, entschied er sich dann für Volleyball. Er spielte in der finnischen Juniorennationalmannschaft, bevor er es 2006 in die erste Liga schaffte. Außerdem war er als Beachvolleyballer aktiv. Wegen anhaltender Rückenschmerzen musste er seine Karriere allerdings früh beenden.

### Als Trainer
Nach seinem Karriereende als Spieler wurde Tiilikainen Trainer. Zunächst war er in der Saison 2011/12 in Kuortane tätig. Parallel dazu arbeitete er als Co-Trainer der Juniorennationalmannschaft. 2012 wurde er Cheftrainer bei den Kokkola Tiikerit und damit einer der jüngsten Trainer im finnischen Volleyball. Gleich in der ersten Saison gewann er mit der Mannschaft die finnische Meisterschaft. In der Saison 2013/14 nahm Kokkola am Europapokal teil. In der ersten Runde des CEV-Pokals unterlagen die Finnen dem serbischen Vertreter MOK Đerdap Kladovo im Golden Set; im Challenge Cup kam nach einem Erfolg gegen Mladost Brčko das Aus gegen Nantes ebenfalls im Entscheidungssatz. Auf nationaler Ebene wurde Kokkola Vizemeister und erneut Pokalsieger. Im Europapokal 2014/15 musste sich Tiilikainens Mannschaft jeweils nach einer Runde im CEV-Pokal und Challenge Cup gegen Kędzierzyn-Koźle und Minsk geschlagen geben. Anschließend sicherte sie sich mit dem nächsten Titelgewinn in der finnischen Liga und der erfolgreichen Titelverteidigung im Pokal erneut das Double. Bei der dritten Teilnahme am CEV-Pokal gelang in der folgenden Saison erstmals der Sprung ins Achtelfinale, das Kokkola gegen den späteren Finalisten ZSK Gazprom-Ugra Surgut verlor. Im nationalen Pokal gewann Tiilikainen mit seiner Mannschaft zum dritten Mal in Folge das Finale. In der Liga verlor das Team nur ein Spiel und verteidigte somit auch den Meistertitel erfolgreich. Anschließend wurde Tiilikainen vom deutschen Bundesligisten SWD Powervolleys Düren als neuer Cheftrainer für die Saison 2016/17 verpflichtet. Nach eigenen Angaben kannte der Finne, der vom ehemaligen Bundesligaspieler Nisse Huttunen vermittelt wurde, Düren zuvor schon durch internationale Spiele und Gespräche mit seinem Vorgänger Anton Brams. Am 24. Januar 2017 gaben die SWD Powervolleys zunächst bekannt, dass sie den Vertrag mit Tiilikainen bis 2019 verlängert haben. Mit dem Finnen erreichte der Verein das Halbfinale der Bundesliga-Playoffs 2016/17. Anfang Mai verkündete Düren jedoch den Abschied des Trainers, der nach Japan wechselt.

## Familie
Tommi Tiilikainens jüngere Schwester Riikka Tiilikainen war ebenfalls Volleyballprofi. Sie spielte in der Nationalmannschaft und beim Bundesligisten VT Aurubis Hamburg.